# 오창근
오창근(1944년 1월 17일 ~ )은 대한민국의 정치인이다. 제40대 울릉군수를 역임했다.

## 역대 선거 결과
|  | 27.21% |

|  | 26.83% |